# Dubrovčan
 Dubrovčan  falu Horvátországban Krapina-Zagorje megyében. Közigazgatásilag Veliko Trgovišćéhez tartozik.

## Fekvése
Zágrábtól 30 km-re, községközpontjától  6 km-re északnyugatra Horvát Zagorje területén és a megye délnyugati részén fekszik.

## Története
A településnek 1857-ben 282, 1910-ben 613 lakosa volt. Trianonig Varasd vármegye Klanjeci járásához tartozott. 2001-ben 814 lakosa volt.

## Nevezetességei
- Szent József tiszteletére szentelt kápolnája 1991-ben épített egyszerű épület.
- Az Erdődy család kúriája.

## Külső hivatkozások
- Veliko Trgovišće község hivatalos oldala
- A plébánia honlapja